# Halla-Stigtomta odlingslandskap

Halla-Stigtomta odlingslandskap.

Halla-Stigtomta odlingslandskap ligger på näset mellan sjöarna Yngaren och Hallbosjön i Nyköpings kommun är ett område dominerat av jordbruk och djurhållning. 
I området finns ett stort antal lämningar från järnåldern och bronsåldern. Strax sydost om Halla kyrka finns lämningarna av Eggardsnäs sätesgård som under 1300-talet beboddes av den Heliga Birgittas dotter Katarina och hennes man riddaren Egard van Kyren. 
Området är av riksintresse för kulturmiljövården i Södermanlands län enligt beslut av Riksantikvarieämbetet (D51).

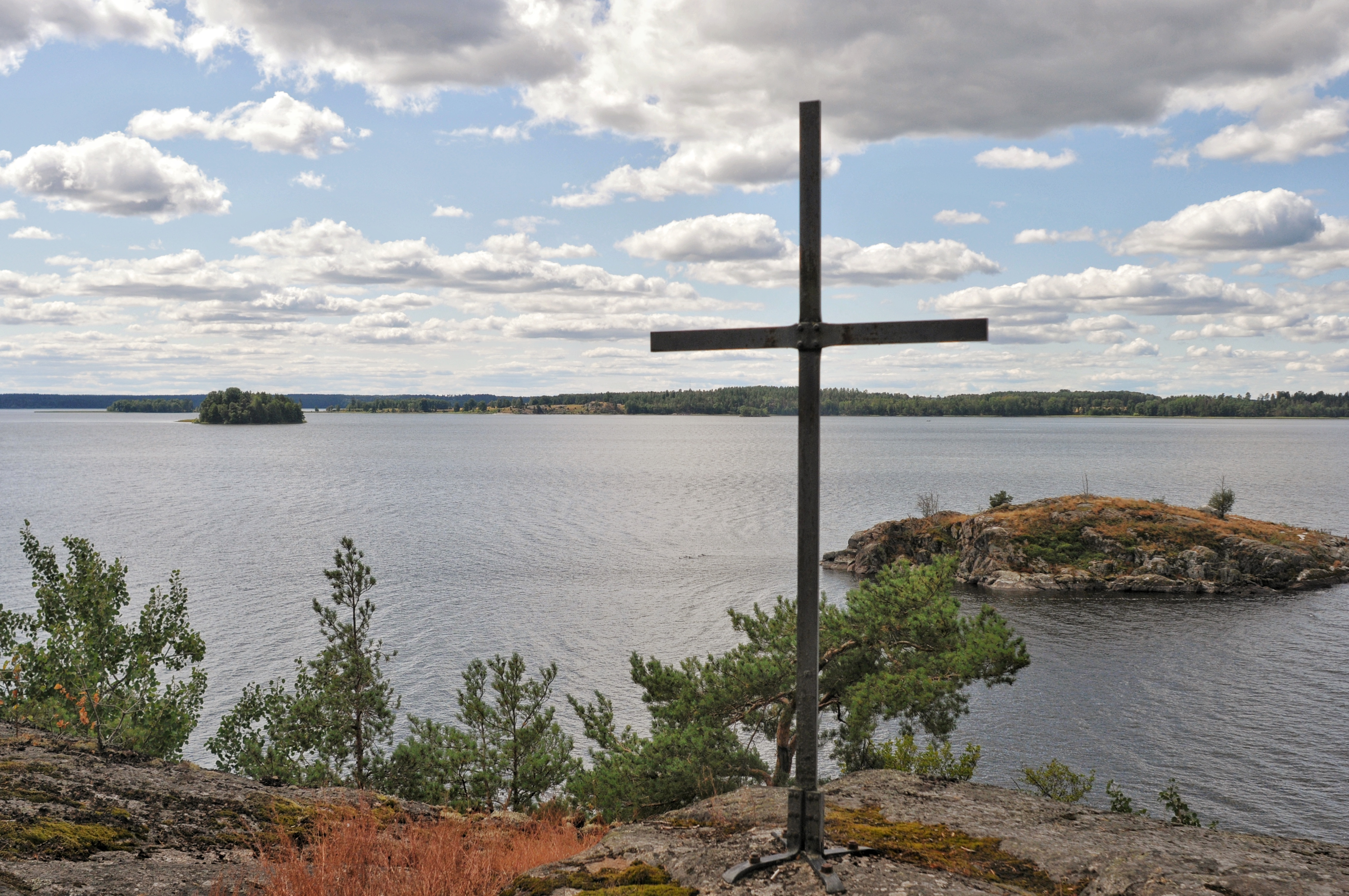
Näsberget vid Yngaren.
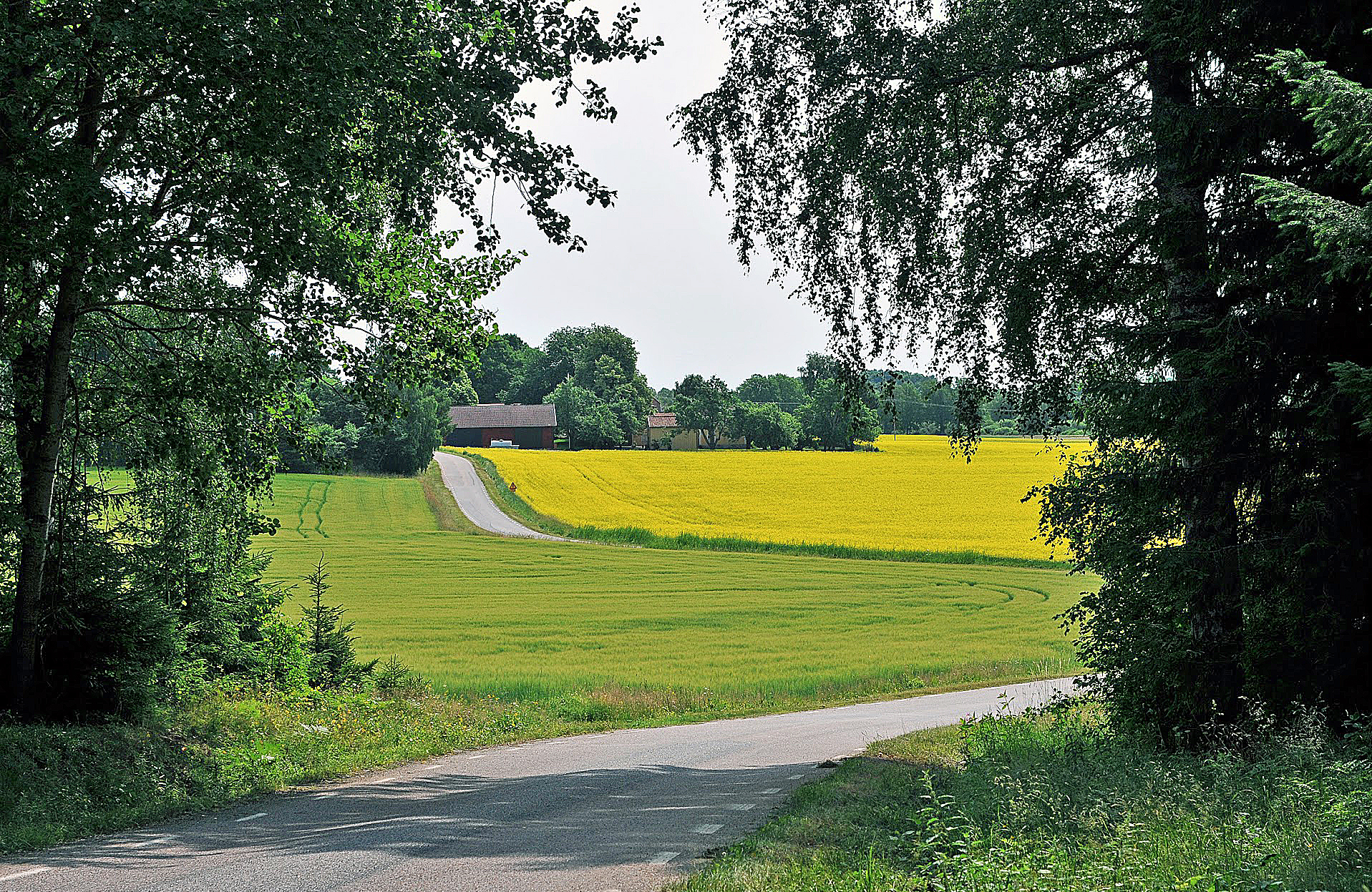
Landskap i Halla socken.